# Mary T. Meagher
Mary Terstegge Meagher (ur. 27 października 1964 w Louisville) – amerykańska pływaczka specjalizująca się w stylu motylkowym i dowolnym, trzykrotna mistrzyni olimpijska, dwukrotna mistrzyni i była rekordzistka świata.

## Kariera
Pierwszy rekord świata na 200 m stylem motylkowym pobiła w wieku 15 lat na igrzyskach panamerykańskich. Była jedną z faworytek igrzysk w Moskwie (1980), ale wobec bojkotu olimpiady przez Amerykanów nie startowała. Cztery lata później w Los Angeles zdobyła trzy złote medale (na 100 m i 200 m stylem motylkowym oraz w sztafecie zmiennej). Na uniwersjadzie w Kobe w 1985 roku wywalczyła pięć medali (w tym cztery złote). W 1988 w Seulu Meagher zdobyła brązowy medal na 200 metrów. W ciągu kariery osiągnęła 24 tytuły mistrzyni USA.
Na dystansie 200 m stylem motylkowym Meagher poprawiała rekord świata pięciokrotnie. Jej najlepszy wynik przetrwał niemal 20 lat i był porównywany z tak znanymi osiągnięciami, jak rekord lekkoatlety Boba Beamona w skoku w dal z 1968. Do 1999 do Meagher należał również rekord na 100 m stylem motylkowym, poprawiony przez Amerykankę Jenny Thompson.
W 1993 została przyjęta w poczet członków International Swimming Hall of Fame.

### Rekordy świata
| Konkurencja             | Rezultat    | Data             | Miejsce         | Status                             |
| ----------------------- | ----------- | ---------------- | --------------- | ---------------------------------- |
| 200 m stylem motylkowym | 2:09,77 min | 7 lipca 1979     | San Juan        | do 16 sierpnia 1979                |
| 200 m stylem motylkowym | 2:08,41 min | 16 sierpnia 1979 | Fort Lauderdale | do 16 sierpnia 1979                |
| 200 m stylem motylkowym | 2:07,01 min | 16 sierpnia 1979 | Fort Lauderdale | do 30 lipca 1980                   |
| 200 m stylem motylkowym | 2:06,37 min | 30 lipca 1980    | Irvine          | do 13 sierpnia 1981                |
| 200 m stylem motylkowym | 2:05,96 min | 13 sierpnia 1981 | Brown Deer      | do 17 maja 2000 Susie O’Neill      |
| 100 m stylem motylkowym | 59,26 s     | 11 kwietnia 1980 | Austin          | do 16 sierpnia 1981                |
| 100 m stylem motylkowym | 57,93 s     | 16 sierpnia 1981 | Brown Deer      | do 23 sierpnia 1999 Jenny Thompson |

## Życie prywatne
Pochodzi z Kentucky, gdzie zaczynała przygodę z pływaniem. 
Jest żoną byłego łyżwiarza szybkiego Mike Planta; mieszkają w Peachtree City, w stanie Georgia. Siostrą Meagher jest Anne Northup, członkini Izby Reprezentantów USA z Kentucky z ramienia Partii Republikańskiej. Imię pływaczki nosi kompleks sportowy w Louisville (Kentucky).